# Fatma Şahin
Fatma Șahin (Gaziantep, 20 de juny de 1966) és una enginyera i política turca. El 6 de juliol de 2011 va ser nomenada ministra de Política Familiar i Social al tercer gabinet d'Erdoğan.
Nascuda a Gaziantep, filla de Mustafa i Perihan Şahin, es formà en enginyeria química a la Universitat Tècnica d'Istanbul. Fatma Șahin va treballar com a enginyer i gerent en la indústria tèxtil.
Va entrar en política juntament amb el seu marit İzzet Şahin i va cofundar el Partit de la Justícia i el Desenvolupament. Participant activament en l'organització provincial, va ser triada tres vegades diputada per la seva ciutat natal. Ha estat la primera dona membre del parlament turc elegida a la província i a la regió del sud-est d'Anatòlia. Fatma Șahin va ser la presidenta de la branca femenina del seu partit.
Després de les eleccions generals de 2011, es va convertir en l'única ministra femenina del tercer govern del primer ministre Recep Tayyip Erdoğan. Va ser reemplaçada per Ayşenur İslam el 25 de desembre de 2013 en una remodelació del govern.
Com a resultat de les eleccions locals de 2014, Şahin va ser elegida la primera alcaldessa de Gaziantep i va revalidar el càrrec el març del 2019.